# Waterhout
Waterhout (Trichanthera gigantea) is een  Neotropische boom.
Het is een veelbelovende voederboom die in veel verschillende ecosystemen gedijt. Zure bodems, arm in nutriënten zijn voldoende, mits ze goed afwateren. De boom wordt vaak bij stromen en bronnen gevonden.
Het verspreidingsgebied is grote delen van tropisch Amerika van Costa Rica tot Peru en het Amazone-gebied van Brazilië.
Het is gewoonlijk een struik tot 5 meter hoog, maar 15 meter met een stam van 25 cm in doorsnede is ook gevonden. De gladde bladeren zijn eivormig tot langwerpig. tot 24 cm lang en 14 cm breed met stelen 1 tot 5 cm lang. De plant groeit snel en kan als heg aangeplant worden of als pionierplant. Hij wordt ook gebruikt om erosie te verhinderen of als schaduwboom in koffieplantages.
In Suriname, waar waterhout ook in het wild voorkomt, werd hij gebruikt als windscherm voor de cacaobomen en kan daarom als overblijfsel op de oude plantages teruggevonden worden.
De bladeren kunnen herhaaldelijk geoogst worden zonder bemesting, mogelijk omdat de boom via symbiose met bacteriën stikstof kan fixeren. De bladeren zijn voedzaam voor het vee. Het eiwitgehalte varieert van 15 tot 22%.
Waterhoutloof wordt toegepast als varkensvoer. Soms worden de bladeren eerst gefermenteerd.

## Het hout
Het hout is roomkleurig tot lichtbruin met een scherpe afbakening tussen kern- en spinthout. Het heeft een wat weeë geur. Het is licht en tamelijk zacht, maar sterk voor zijn gewicht. Het is niet van veel meer nut dan voor kisten of ander tijdelijk gebruik bestemd te worden. Het wordt voornamelijk als grondstof voor houtskoolbereiding en als brandhout gebruikt.